# Пітер Прендергаст
Пітер Прендергаст (англ. Peter Prendergast, нар. 23 вересня 1963 року) — ямайський футбольний арбітр.

## Кар'єра
Арбітр ФІФА з 1994 по 2006 роки. Перший міжнародний матч судив 9 червня 1996 року, це була товариська зустріч між США та Ірландією.
Надалі обслуговував матчі таких турнірів:
- Золотий кубок КОНКАКАФ: 1996 (два матчі), 1998 (один матч), 2000 (три матчі, у тому числі фінал), 2002 (два матчі, у тому числі півфінал), 2003 (два матчі), 2005 (три матчі, у тому числі півфінал)
- Чемпіонат світу з футболу: 2002 (відбірковий турнір і фінал), 2006 (відбірковий турнір)
- Кубок конфедерацій: 2005

На чемпіонаті світу 2002 року Прендергаст працював на наступних матчах:
- 1 червня 2002,  Камерун —  Ірландія (група E, резервний арбітр)
- 5 червня 2002,  Росія —  Туніс (група H, головний арбітр, призначив пенальті у ворота Тунісу[4])
- 12 червня 2002,  Швеція —  Аргентина (група F, резервний арбітр)
- 17 червня 2002,  Бразилія —  Бельгія (1/8 фіналу, головний арбітр)

У матчі 1/8 фіналу на 36-й хвилині Прендергаст не зарахував гол Марка Вільмотса у ворота збірної Бразилії за фол бельгійців в атаці, внаслідок чого його критикували за суддівство, упереджене до фаворитів чемпіонату світу. Прендергаст не тільки не визнав свою помилку, але і пригрозив подати на Марка Вільмотса до суду за те, що той нібито приписав йому вибачення за незарахований гол, які суддя не приносив.
Через скандал Прендергаст ледь не пішов у відставку у 2002 році, але продовжив роботу. Кар'єру судді Прендергаст завершив у 2006 році через травму коліна, пропустивши чемпіонат світу в Німеччині.
Після завершення суддівської кар'єри став займатись навчанням футбольних арбітрів КОНКАКАФ в рамках програми Referee Assistance Program, затвердженої ФІФА.
Вільно володіє англійською та іспанською мовами.